# Lennart Eliasson (1935–2024)
Hans Lennart Eliasson, född 29 april 1935 i Visnums-Kils församling i Värmlands län, död 24 april 2024 i Karlskoga, var en svensk yrkesvalslärare och politiker (folkpartist).
Lennart Eliasson var riksdagsersättare för Örebro läns valkrets en period 1990. Han var då ersättare i kulturutskottet och miljö- och jordbruksutskottet.